# Альхимович, Казимир
Казими́р Альхимо́вич (пол. Kazimierz Alchimowicz; 20 декабря 1840 г. Демброво близ Щучина — 31 декабря 1916 Варшава) — польский и белорусский художник.

## Жизнь и творчество

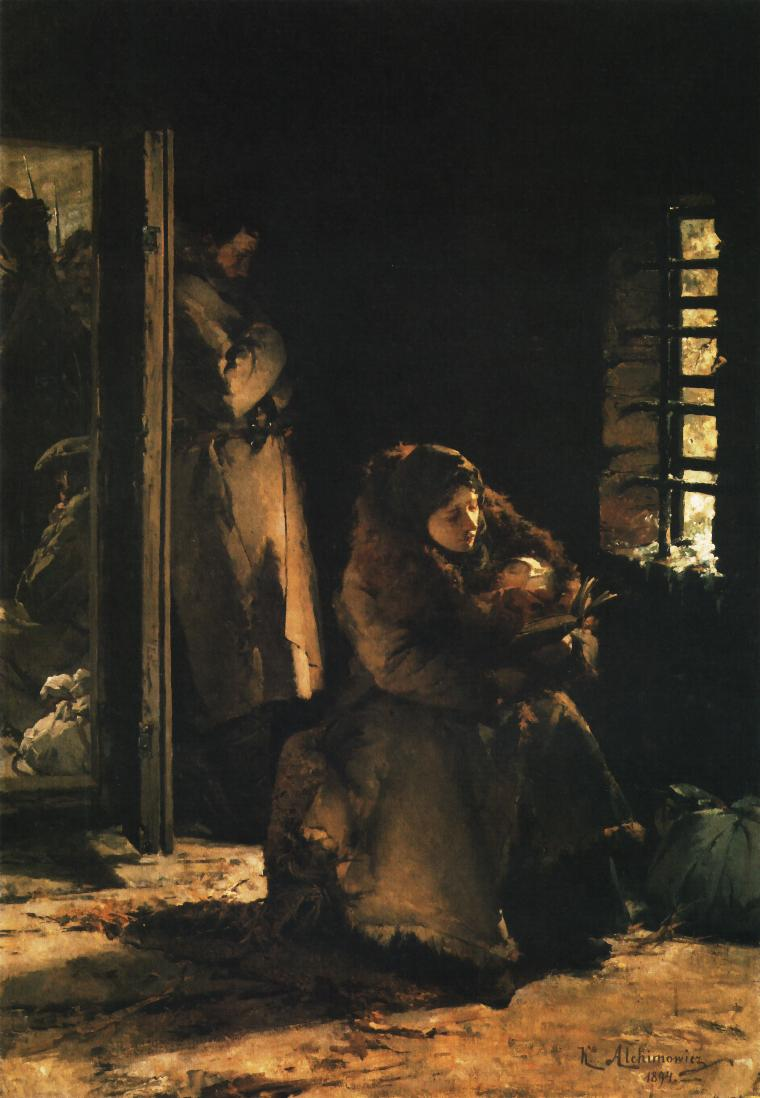
«На этапе»(1894)

Альхимович окончил школу в Вильно. В 1863 году солдатом принял участие в антиправительственном восстании в Литве, за что был сослан в Сибирь, где начал рисовать. После возвращения в 1869 году жил в Варшаве, где учился по классу рисования у художника Войцеха Герсона. В 1873—1875 годах продолжил обучение живописи в Мюнхене, в 1876—1877 годах жил во Франции, выставлял свои картины в парижских салонах. С 1877 года жил преимущественно в Варшаве. С 1890 года начал преподавание в частной школе рисунка и резьбы Б. Посьвиковой.
Альхимович считается одним из последних польских художников романтического направления. Его художественное вдохновение пришло в основном из крестьянской жизни и истории. Он писал картины на историческую и мифологическую тематики, пейзажи Литвы и Татр, религиозные полотна, жанровые сценки. Выставлялся в Варшаве, Мюнхене, Одессе, Кракове, Вене. Его полотно «Похороны Гедимина» (1888) и картина "На этапе" дважды завоёвывало награды. Кроме живописи, художник увлекался росписью фарфора и фаянса, а также резьбой по дереву. Большое количество работ Альхимовича хранится в варшавском Национальном музее. Умер 31 декабря 1916 года в Варшаве. Похоронен на повонзковском кладбище в Варшаве (кв. 172-3-24).

## Семья
Старший брат художника Гиацинта Альхимовича.

## Память
Именем Альхимовича названа одна из улиц в Гродно.